# Kosmonauti Ruska
Kosmonauti Ruska jsou členové oddílů a skupin kosmonautů existujících v Rusku, kteří jsou vyškolení a připravují se na kosmické lety. V Rusku existovalo více oddílů kosmonautů, na přelomu let 2010 a 2011 proběhl proces jejich sjednocení.
Největší význam měly dva oddíly – oddíl Střediska přípravy kosmonautů (CPK), který byl útvarem vojenského letectva a oddíl kosmonautů RKK Eněrgija. Kosmonauti ostatních oddílů a skupin se do vesmíru dostávali pouze ojediněle. V průběhu roku 2009 byla vojenské Středisko přípravy kosmonautů zrušeno a jeho prostředky i personál, včetně kosmonautů, převzalo nově založené civilní Středisko přípravy kosmonautů podřízené Roskosmosu. Zánik vojenského oddílu kosmonautů vytvořil prostor pro sjednocení oddílů, realizované přechodem kosmonautů RKK Eněrgija a Institutu lékařsko-biologických problémů (IMBP) do CPK. Přechod většiny kosmonautů proběhl během roku 2011.
Od léta 2023 působí v Rusku v oddílu Střediska přípravy kosmonautů 26 aktivních kosmonautů, další čtyři zahájil 2. září 2024 dvouletý základní výcvik.

## Výběr
Proces výběru a výcviku kosmonautů probíhá stále podle sovětské vyhlášky „O kosmonautech SSSR“ z roku 1981 Předběžný výběr kandidátů probíhá v zainteresovaných organizacích – vojenském letectvu, výrobních podnicích kosmického průmyslu – poté je jejich zdravotní stav posouzen komisí CVNIAG u vojáků a Institutu lékařsko-biologických problémů (IMBP) u civilistů. Konečný verdikt vynese Hlavní lékařská komise (GMK) sestavená ze zástupců obou ústavů. Po získání lékařského dobrozdání Státní mezirezortní komise (GMVK) dává doporučení k zařazení do oddílu nebo skupiny kosmonautů. Vlastní zařazení do oddílu je provedeno příkazem příslušného rezortního šéfa (ministra obrany u vojáků, vedoucího Státního výboru pro obranný průmysl (v první polovině devadesátých let), resp. ředitele Roskosmosu u inženýrů výrobních podniků). Nový kosmonaut je zařazen jako kandidát na kosmonauty (кандидат в космонавты-испытатели). Projde první fází kosmonautického výcviku – dvouletou všeobecnou přípravou ve Středisku přípravy kosmonautů. Po absolvování všeobecné kosmické přípravy složí kandidát před GMVK zkoušky,a získá kvalifikaci zkušební kosmonaut (космонавт-испытатель, vytvořeno analogicky ke zkušební letec – летчик-испытатель) nebo kosmonaut-výzkumník (космонавт-исследователь) a je zařazen mezi aktivní kosmonauty oddílu nebo skupiny své organizace.

## Výcvik
Příprava kosmonautů sestává ze tří etap – všeobecné kosmické přípravy, přípravy ve skupině a předletové přípravy.
Cílem všeobecné kosmické přípravy je získání znalostí, návyků a dovedností tvořících základy profese kosmonauta. Kandidáti procházejí přípravou fyzickou, leteckou, parašutistickou a lékařsko-biologickou, výcvikem k přežití v případě havárie nebo přistání v neobydlených oblastech, trénují ve stavu beztíže. Seznamují se s kosmodromy, nosnými raketami, kosmickými loděmi. Studují teorii kosmických letů, navigaci ve vesmíru, řízení kosmických lodí. Nutnou součástí výcviku je i výuka angličtiny. Všeobecná příprava trvá obvykle dva roky, zakončena je zkouškou před státní mezirezortní komisí.
Během přípravy na let ve skupině se zdokonalují a upevňují znalosti kosmonautů. Po zrušení programu Buran roku 1993 se kosmonauti připravovali pouze na činnost na orbitálních stanicích – do roku 2000 na Miru a od roku 1996 na Mezinárodní vesmírné stanici. Tato fáze práce kosmonauta trvá zpravidla několik let. Během ní se kosmonauti vlastní přípravě na let věnují pouze částečně, každý má ještě nějakou další činnost – pracuje ve středisku řízení letů (CUPu) nebo své mateřské organizaci, spolupracuje na vývoji a zkouškách nových kosmických lodí, účastní se lékařských i technických experimentů a zkoušek, zastupuje Roskosmos či CUP u NASA.
V předletové přípravě se posádka secvičuje a připravuje na plnění programu konkrétního kosmického letu. Vzhledem k mezinárodnímu charakteru programu ISS probíhá výcvik střídavě v Rusku a USA.

## Vyznamenání a tituly
Po prvním letu dostávají kosmonauti čestné tituly „letec-kosmonaut Ruské federace“ a „Hrdina Ruské federace“ současně se Zlatou hvězdu hrdiny Ruské federace.

## Lety a programy
Začátkem devadesátých let existoval v Rusku v oblasti pilotovaných kosmických letů program Mir – orbitální stanice zásobována bezpilotními Progressy, na kterou byly kosmonauti dopravováni loděmi Sojuz. Připravovaly se lety raketoplánu Buran na Mir. Program Buran ale byl na prahu pilotovaných letů roku 1993 zrušen.
Na Miru se do roku 2000 střídaly po čtyřech až šesti měsících tříčlenné, výjimečně dvoučlenné, posádky. Velitelem byl vždy voják z oddílu CPK, palubním inženýrem civilista z oddílu RKK Eněrgija, třetím členem posádky byl poprvé lékař z oddílu IMBP Valerij Poljakov (v lednu 1994 – březnu 1995), poté od března 1995 zahraniční – především američtí – astronauti. V rámci rusko-americké spolupráce – programu Shuttle-Mir – létali ruští kosmonauti i na amerických raketoplánech, poprvé Sergej Krikaljov v únoru 1994.
Roku 1998 byla zahájena výstavba nové stanice ISS vypuštěním modulu Zarja, samostatná výcviková skupina určená pro lety na ISS však byla sestavena už o dva roky dříve. Ruští kosmonauti se zúčastnili čtyř z pěti letů raketoplánů první fáze výstavby. Od října 2000 je stanice trvale obydlená, kosmonauti se střídají obvykle po šesti měsících. V posádkách ISS Rusko obsazovalo polovinu míst do roku 2017, poté o něco méně.

## Stávající oddíly a aktivní kosmonauti
Do začátku roku 2011 fungovalo několik samostatných oddílů, nejdůležitější byly vojenský oddíl Střediska přípravy kosmonautů, roku 2009 nahrazený stejnojmennou federální rozpočtovou organizací podřízenou Federální kosmické agentuře (Roskosmosu) a oddíl kosmonautů společnosti RKK Eněrgija. Do konce roku 2010 existoval Oddíl kosmonautů Institutu lékařsko-biologických problémů, byť od roku 2007 jednočlenný. Skupina kosmonautů Akademie věd ztratila posledního kosmonauta roku 2002. Zanikly i dva útvary založené k letům raketoplánem Buran. A sice vojenská skupina kosmonautů GKNII VVS V. P. Čkalova a civilní oddíl kosmonautů Letecko-výzkumného institutu M. M. Gromova.
V letech 2010–2011 vznikl sjednocený oddíl Roskosmosu. Sloučení usnadnil přechod Střediska přípravy kosmonautů (CPK) z vojenské do civilní podřízenosti. Koncem roku 2010 postoupilo vedení Roskosmosu od úvah nad sjednocením oddílů k činům. Dne 7. prosince podepsal vedoucí agentury příkaz o sloučení existujících tří oddílů do jediného oddílu Roskosmosu, postaveného na základě oddílu CPK, k 1. lednu 2011.

### Oddíl Střediska přípravy kosmonautů (CPK)

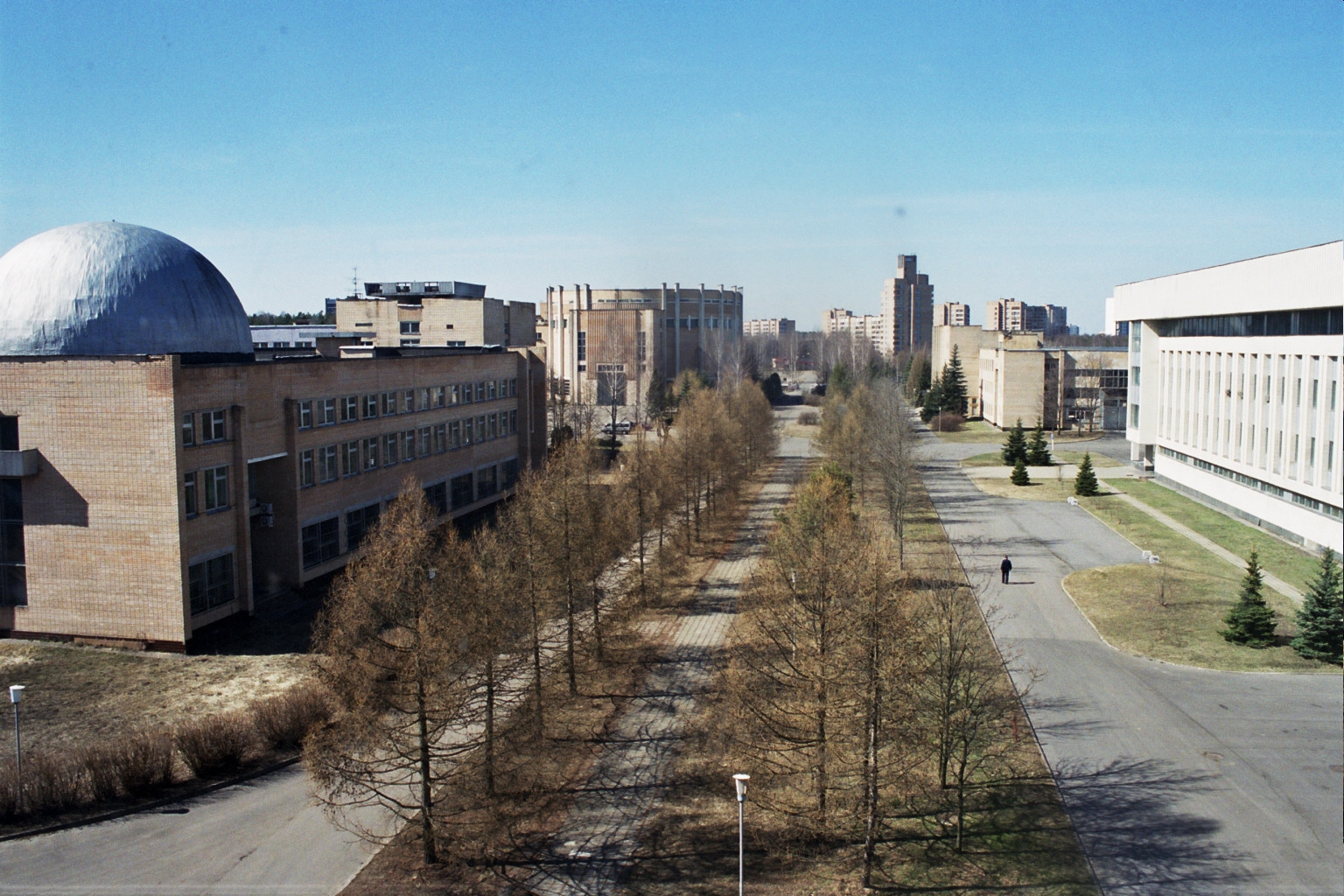
Centrum přípravy kosmonautů v Hvězdném městečku

Oddíl CPK vznikl roku 1960, jako relativně samostatná jednotka vojenského letectva. Oficiální název oddílu byl Oddíl kosmonautů Střediska přípravy kosmonautů vojenského letectva (CPK VVS, Отряд Центра подготовки космонавтов Военно-воздушных сил (ЦПК ВВС). Roku 2009 bylo vojenské Středisko přípravy kosmonautů zrušeno a jeho kosmonauti přešli do nově založeného oddílu jeho civilního dědice, Vědecko-výzkumného zkušebního střediska přípravy kosmonautů J. A. Gagarina.
Kosmonauti oddílu obsazovali zhruba polovinu míst v posádkách Miru, resp. do roku 2011 polovinu ruské kvóty v posádkách ISS. K 13. prosinci 2019 měl oddíl 24 kosmonautů.

### Oddíl RKK Eněrgija
Vlastní kosmonauty má společnost RKK Eněrgija od roku 1966. Členové oddílu kosmonautů RKK Eněrgija se s kolegy z CPK dělili o místa v ruských kosmických lodích, připadala na ně polovina míst.K 20. srpnu 2009 měl oddíl 15 kosmonautů. V lednu 2011 většina z nich přestoupila do oddílu CPK, poté v Eněrgiji zůstali dva.

## Zaniklé oddíly a bývalí kosmonauti

### Oddíl Institutu lékařsko-biologických problémů
Konec Sovětského svazu zastihl oddíl IMBP v počtu deseti kosmonautů. V letech 1994–95 absolvoval Valerij Poljakov rekordní let (437 dní a 18 hodin) na stanici Mir. Po sérii odchodů a přeložení v letech 1993–1995 zůstali v oddílu pouze Boris Morukov, Vladimir Karaštin a Vasilij Lukjaňuk. Morukov se roku 2000 podíval do vesmíru na palubě raketoplánu Atlantis. Po odchodu Karaština a Lukjaňuka v lednu 2002 a únoru 2003 se oddíl zúžil na jediného člena, proto byl v novém náboru přijat v květnu 2003 Sergej Nikolajevič Rjazanskij. V listopadu 2007 Boris Morukov opustil svého kolegu, v IMBP tak opět zůstal jediný kosmonaut. V souvislosti se vznikem jednotného oddílu Roskosmosu Rjazanskij koncem prosince 2010 z IMBP odešel, oddíl IMBP tak zanikl.

### Skupina Akademie věd
Ke konci Sovětského svazu měla skupina kosmonautů Akademie věd SSSR tři členy. Do února 1993 však všichni ze skupiny odešli. Ještě téhož roku byl do Akademie z CPK převelen Anatolij Arcebarskij s úkolem zorganizovat oddíl, nicméně jeho snaha skončila neúspěchem a on sám se roku 1994 vrátil do armády. Roku 1995 byl do Akademie z IMBP přeložen Jurij Stěpanov, do žádné posádky programu Mir či ISS nebyl zařazen a nakonec roku 2002 neprošel každoroční lékařskou prohlídkou, nutnou k udržení statusu kosmonauta. Od roku 2002 tedy Akademie věd žádného kosmonauta nemá.

### Oddíl Letecko-výzkumného institutu M. M. Gromova

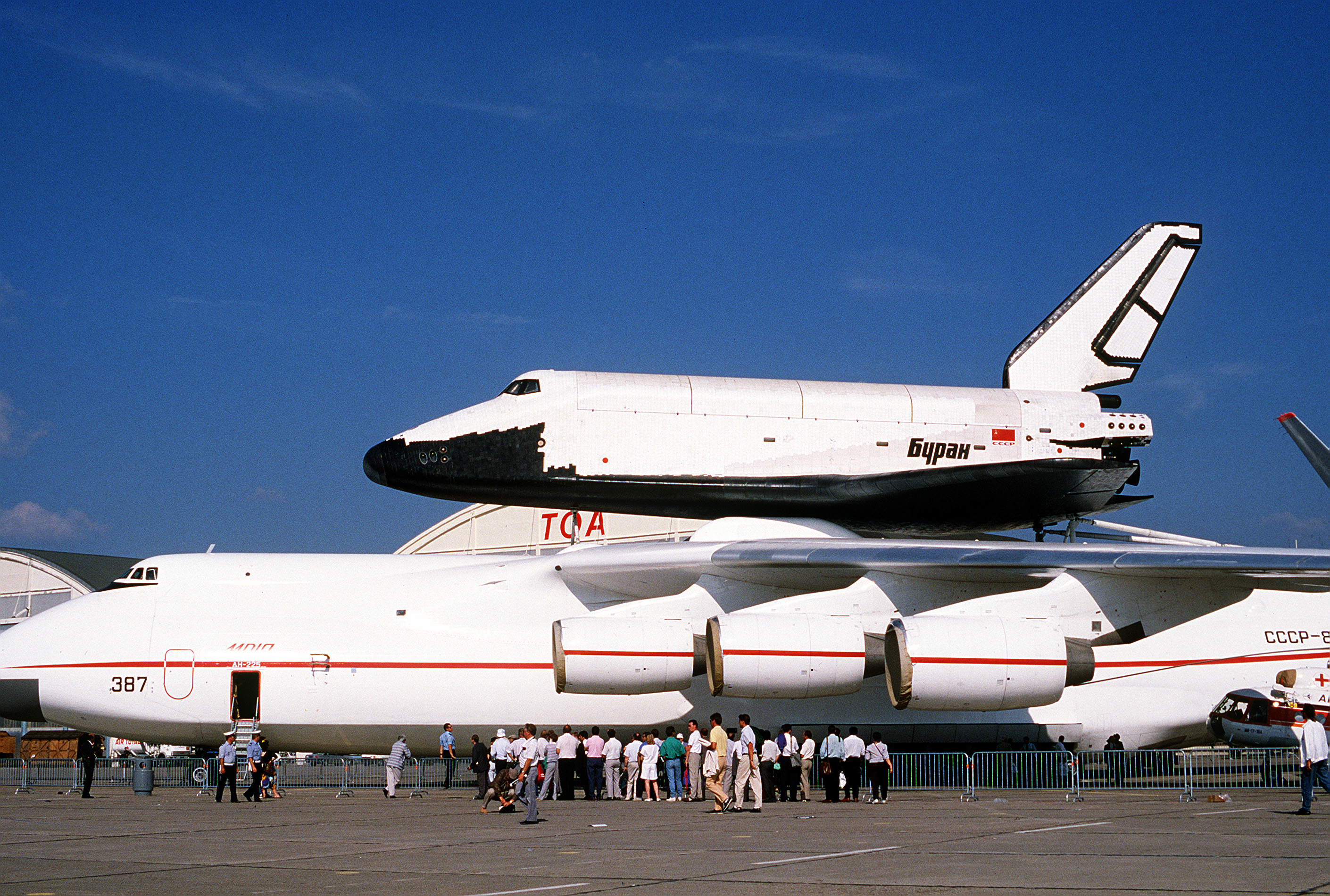
raketoplán Buran

Ministerstvo leteckého průmyslu založilo v Letecko-výzkumném institutu M. M. Gromova (Летно-исследовательский институт им. М.М.Громова) v rámci programu sovětského raketoplánu Buran vlastní oddíl kosmonautů. Vznikl roku 1981, prošlo jím 11 kosmonautů, vesměs dosud zkušebních letců institutu. Aby při prvních letech Buranu byli v posádce kosmonauti ze zkušenostmi z vesmíru, absolvovali v 80. letech Igor Volk a Anatolij Levčenko krátkodobé lety lodí Sojuz na stanici Mir. Program Buran byl roku 1992, před zahájením pilotovaných letů, zrušen. Oddíl po dlouhém marném čekání na obnovení programu zanikl roku 2002.

### Skupina GKNII VVS V. P. Čkalova
V rámci vojenského letectva se na lety raketoplánem Buran připravovala skupina v oddílu CPK. Nezávisle vznikla 7. srpna 1987 další skupina kosmonautů ze zkušebních letců Státního vědecko-zkušebního institutu vojenského letectva V. P. Čkalova (Государственного Краснознаменного научно-испытательного института (ГКНИИ) ВВС им. В.П.Чкалова), kterou prošlo 16 kosmonautů, zrušena byla 30. září 1996. Kosmický let absolvovalo pět bývalých členů skupiny, čtyři po přeložení do CPK a pátý Leonid Kadeňuk později za Ukrajinu v raketoplánu.

### Kosmonaut GKNPC Chruničeva (Sergej Moščenko)
GKNPC Chruničeva měl dosud pouze jednoho kosmonauta, Sergeje Moščenka. Mošenko byl doporučen mezi kosmonauty roku 1992 a znovu roku 1997. V letech 1998–1999 prošel základním výcvikem, kosmonautem byl do května 2009. Do vesmíru se nedostal. Po získání prvního kosmonauta podnik plánoval vytvoření celého oddílu, ale žádný z kandidátů v náboru roku 2003 neprošel přes lékaře.

### Kosmonaut CSKB-Progress (Oleg Kononěnko)
Inženýr samarské CSKB-Progress Oleg Kononěnko byl 9. února 1996 doporučen Státní meziresortní komisí za kandidáta na kosmonauta. Dne 1. června 1996 byl jmenován kosmonautem CSKB. Po absolvování výcviku ve Středisku přípravy kosmonautů byl zařazen mezi kosmonauty připravující se k letům na ISS. V lednu 1999 jej ředitel Roskosmosu převedl do RKK Eněrgija a tak CSKB zůstalo bez vlastního kosmonauta.

### Kosmonaut Kosmických vojsk (Jurij Šargin)
Kosmická vojska získala svého prvního kosmonauta až roku 1996, kdy výcvik ve Hvězdném městečku zahájil Jurij Šargin. Už roku 1998 byl převeden k letectvu, ale roku 2001 byl vrácen zpět kosmickým vojskům. Status kosmonauta ztratil roku 2008 po jmenování zástupcem velitele kosmických vojsk.

### Herec ve vesmíru (Vladimir Stěklov)
S nápadem natočit část filmu (počítalo se asi s pětinou) ve vesmíru na palubě orbitální stanice Mir přišel roku 1997 režisér Jurij Kara. Film se měl nazývat „Odměna – let do kosmu“ (Приз — полет в космос), předlohou byl román Čingize Ajtmatova „Kassandřino znamení“ (Тавро Кассандры). Na testy do IMBP se přihlásilo třináct herců, prošli tři – Olga Kabo (vzápětí se vdala a otěhotněla), Natálie Gromuškinová a Vladimir Stěklov. Podařilo se získat dostatek financí na výcvik pouze Stěklova, ten v červnu – říjnu 1999 prošel zkrácenou přípravou a od ledna 2000 se připravoval v posádce 28. základní expedice na Mir se Sergejem Zaljotinem a Alexandrem Kalerim. Dne 16. března 2000, devatenáct dní před startem, byl Stěklov z posádky vyškrtnut, důvodem bylo porušení finančních podmínek letu.

### Novináři ve vesmíru
Po mnoha letech se opět objevila myšlenka na let sovětského novináře do vesmíru po oznámení letu reportérů japonské televizní společnosti TBS v březnu 1989. Informace vzbudila mezi sovětskými žurnalisty velký ohlas, během týdne zorganizoval Svaz novinářů „kosmickou“ komisi pod předsednictvím Vladimira Gubareva, redaktora oddělení vědy Pravdy. Komise vyhlásila projekt Kosmos–dětem s tím, že honoráře a výtěžek z publikací souvisejících s akcí budou věnovány ve prospěch dětí. Byl vyhlášen konkurz, 37 vybraných novinářů od prosince 1989 do března 1990 procházelo lékařským pozorováním, souhlas lékařů k výcviku získalo šest kandidátů – Alexandr Stěpanovič Andrjuškov a Valerij Vasiljevič Baberdin z Krasnoj zvezdy, Jurij Jurjevič Krikun z Ukrtělefilmu, Pavel Petrovič Muchortov z Sovětskoj moloděži v Rize, Světlana Okťabrjevna Omelčenková z Vozdušnovo transporta a Valerij Jurjevič Šarov z Literaturnoj gazety. Všichni získali 11. května 1990 doporučení Státní meziresortní komise k výcviku. Všeobecnou kosmickou přípravu zahájila šestice 1. října 1990, v prosinci 1990 odstartoval do vesmíru reportér TBS Tojohiro Akijama. Dne 7. února 1992 byla, po složení závěrečných zkoušek, všem šesti přiznána kvalifikace kosmonaut-výzkumník. Nicméně dále program nepokračoval a novináři se vrátili do redakcí.

### Kosmonaut NPP Zvezda (Vladimir Severin)
NPP Zvezda (Научно-производственное предприятие Звезда) byl jediný sovětský a je jediný ruský podnik vyrábějící skafandry pro kosmonauty. Dlouhou dobu výrobky podniku zkoušeli externí spolupracovníci. Roku 1982 vznikla v podniku zkušební skupina, v ní vznikla idea, že pro podnik bude užitečné mít zkušenosti se skafandry ve vesmíru z první ruky. Jeden z výzkumníků, Vladimir Gajevič Severin, si podal přihlášku do oddílu kosmonautů, prošel všemi koly výběru a 11. května 1990 získal souhlas Státní meziresortní komise k zařazení do výcviku. Všeobecnou kosmickou přípravu absolvoval v CPK, 11. března 1992 získal kvalifikaci kosmonaut-výzkumník a byl zařazen do skupiny připravující se k letům na Mir. Do žádné hlavní ani záložní posádky nebyl zařazen. Roku 1995 z CPK odešel.

### Sergej Žukov
V letech 2003–2010 byl Sergej Žukov, generální ředitel Centra předávání technologií (akciové společnosti řízené Roskosmosem), také kosmonautem, nebyl však členem žádného oddílu. Až v květnu 2010 vstoupil do oddílu CPK, v dubnu 2011 však z něho odešel.

## Přehled aktivních ruských kosmonautů
V oddílu od: Uvedeno datum zařazení do oddílu k zahájení základního výcviku, zpravidla dvouletého. U náborů v letech 2003 a 2006 je uvedeno datum doporučení Meziresortní komise pro výběr kosmonautů k zařazení do oddílu. Po dokončení základního výcviku a složení závěrečných zkoušek jsou kandidáti na kosmonauty převedeni mezi řádné kosmonauty, z náboru roku 2018 to bylo k 2. prosinci 2020, u náboru 2020 to bylo 26. června 2023.
K 19. červnu 2023 sloužilo v oddílu Střediska přípravy kosmonautů ve Hvězdném městečku 23 kosmonautů a čtyři kandidáti na kosmonauty dokončovali dvouletý základní výcvik, tři z nich byli po složení závěrečných zkoušek od 26. června 2023 zařazeni do oddílu, který pak měl 26 osob. Dne 2. září 2024 zahájili základní výcvik čtyři kandidáti na kosmonauty z náboru roku 2023/2024. Kromě toho mělo několik dalších status kosmonauta-manažera, to jest byli organizačně zařazeni v oddílu kosmonautů, ale neměli status aktivního kosmonauta, k létu 2019 to byli Michail Ťurin, Alexandr Samokuťajev, Michail Kornijenko a Sergej Revin, k roku 2020 pouze poslední dva.
| Jméno                                       | Narození          | Oddíl                                                                | V oddílu od        | Uskutečněné lety                                                                                                 |
| ------------------------------------------- | ----------------- | -------------------------------------------------------------------- | ------------------ | --- |
| Oleg Dmitrijevič Kononěnko                  | 21. června 1964   | CSKB Progress, od 15. ledna 1999 RKK Eněrgija, od 22. ledna 2011 CPK | 1. června 1996     | Expedice 17 na ISS, 2008 Expedice 30/31 na ISS, 2011/12 Expedice 44/45 na ISS, 2015 Expedice 58/59 na ISS, 2019  |
| Oleg Germanovič Artěmjev                    | 28. prosince 1970 | RKK Eněrgija, od 22. ledna 2011 CPK                                  | 29. května 2003    | Expedice 39/40, 2014 Expedice 55/56, 2018 Expedice 66/67 na ISS, 2022                                            |
| Oleg Viktorovič Novickij                    | 12. října 1971    | CPK                                                                  | 11. října 2006     | Expedice 33/34 na ISS, 2012/2013 Expedice 50/51 na ISS, 2016/2017 Expedice 64/65 na ISS, 2021 EP 21 na ISS, 2024 |
| Alexej Nikolajevič Ovčinin                  | 28. září 1971     | CPK                                                                  | 11. října 2006     | Expedice 47/48 na ISS, 2016 Expedice 59/60 na ISS, 2019 Expedice 71/72 na ISS, 2024/2025                         |
| Sergej Nikolajevič Ryžikov                  | 19. srpna 1974    | CPK                                                                  | 11. října 2006     | Expedice 49/50 na ISS, 2016/2017 Expedice 63/64 na ISS, 2020/2021                                                |
| Andrej Nikolajevič Babkin                   | 21. dubna 1969    | RKK Eněrgija, od 22. ledna 2011 CPK                                  | 26. května 2010    | |
| Sergej Kuď-Sverčkov                         | 23. srpna 1983    | RKK Eněrgija, od 22. ledna 2011 CPK                                  | 26. května 2010    | Expedice 63/64 na ISS, 2020/2021                                                                                 |
| Ivan Viktorovič Vagner                      | 10. července 1985 | RKK Eněrgija, od 22. ledna 2011 CPK                                  | 8. listopadu 2010  | Expedice 62/63 na ISS, 2020                                                                                      |
| Denis Vladimirovič Matvějev                 | 25. dubna 1983    | CPK                                                                  | 15. listopadu 2010 | Expedice 66/67 na ISS, 2022                                                                                      |
| Sergej Valerjevič Prokopjev                 | 19. února 1975    | CPK                                                                  | 1. února 2011      | Expedice 56/57 na ISS, 2018 Expedice 67/68/69 na ISS, 2022/2023                                                  |
| Nikolaj Alexandrovič Čub                    | 10. června 1984   | CPK                                                                  | 26. října 2012     | Expedice 69/70/71 na ISS, 2023/2024                                                                              |
| Pjotr Valerjevič Dubrov                     | 30. ledna 1978    | CPK                                                                  | 26. října 2012     | Expedice 64/65/66 na ISS, 2021/2022                                                                              |
| Anna Jurjevna Kikinová                      | 27. srpna 1984    | CPK                                                                  | 26. října 2012     | Expedice 68 na ISS, 2022/2023                                                                                    |
| Sergej Vladimirovič Korsakov                | 1. září 1984      | CPK                                                                  | 26. října 2012     | Expedice 66/67 na ISS, 2022                                                                                      |
| Dmitrij Alexandrovič Petělin                | 10. července 1982 | CPK                                                                  | 26. října 2012     | Expedice 67/68/69 na ISS, 2022/2023                                                                              |
| Andrej Valerjevič Feďajev                   | 10. července 1982 | CPK                                                                  | 25. dubna 2013     | Expedice 68/69 na ISS, 2023                                                                                      |
| Konstantin Sergejevič Borisov               | 14. srpna 1984    | CPK                                                                  | 1. října 2018      | Expedice 69/70 na ISS, 2023/2024                                                                                 |
| Alexandr Vladimirovič Gorbunov              | 24. května 1990   | CPK                                                                  | 1. října 2018      | |
| Kirill Alexandrovič Peskov                  | 1. května 1990    | CPK                                                                  | 1. října 2018      | |
| Alexej Vitaljevič Zubrickij                 | 22. srpna 1992    | CPK                                                                  | 1. listopadu 2018  | |
| Alexandr Sergejevič Grebjonkin              | 15. července 1982 | CPK                                                                  | 6. listopadu 2018  | Expedice 70/71 na ISS, 2024                                                                                      |
| Sergej Nikolajevič Mikajev                  | 15. srpna 1986    | CPK                                                                  | 12. listopadu 2018 | |
| Oleg Vladimirovič Platonov                  | 27. června 1986   | CPK                                                                  | 16. listopadu 2018 | |
| Arutjun Arutjunovič Kivirjan                | 23. srpna 1993    | CPK                                                                  | 1. dubna 2021      | |
| Alexandr Sergejevič Koljabin                | 12. ledna 1987    | CPK                                                                  | 5. května 2021     | |
| Sergej Alexandrovič Tětěrjatnikov           | 19. prosince 1988 | CPK                                                                  | duben/květen 2021  | |
| Kandidáti na kosmonauty v základním výcviku |                   |                                                                      |                    | |
| Elčin Anver ogly Vachidov                   | 17. dubna 1993    | CPK                                                                  | 2. září 2024       | |
| Vladimir Nikolajevič Vorožko                | 14. září 1997     | CPK                                                                  | 2. září 2024       | |
| Alexandr Nikolajevič Žerebcov               | 11. srpna 1990    | CPK                                                                  | 2. září 2024       | |
| Anastasija Georgijevna Burčuladze           | 13. května 1996   | CPK                                                                  | 2. září 2024       | |